# Rhipidia demarcata
Rhipidia demarcata är en tvåvingeart som först beskrevs av Enrico Adelelmo Brunetti 1912.  Rhipidia demarcata ingår i släktet Rhipidia och familjen småharkrankar. Inga underarter finns listade i Catalogue of Life.